# (5196) Bustelli
(5196) Bustelli (3102 T-2) – planetoida z grupy pasa głównego asteroid okrążająca Słońce w ciągu 4,44 lat w średniej odległości 2,7 j.a. Odkryta 30 września 1973 roku. Planetoida została nazwana na cześć Franza Antona Bustellego.